# Манастир Зубци
Манастир Зубци је манастир Епархије захумско-херцеговачка и приморске Српске православне цркве који се налази у селу Граб, на 10 километара од граду Требиње.

## Историја
Манастир је саграђен у првој половини 13. вијека. Манастир Светог Ђорђа засигурно датира из средњег вијека доба Светога Саве и Немањића династије када је Архиепископија била на Пељешцу у граду Стону. О томе нема двојбе што свједоче археолози, историчари и живо народно предање. Гробови око храма и претходни темељи указују на индиције много старијих времена и црквеног живота на овим просторима. Манастир и црква су спаљени и разорени до темеља у 18. Вијеку са најездом Турака. Тада је побијено и мученички страдало тачно на број 14 монаха. Неколицина (није познат број) измиче у брда источно од храма и наставља монашки живот до скончања овоземног вијека када се потпуно гаси ова заједница. За свједочанство у тим брдима постоји и дана Калуђерска пећина како је народ овдашњи зове и са поштовањем помиње.

## Садашњост
Народ је роптао дуго под турском тиранијом, али није изгубио православну вјеру у свето-Тројичног Бога и Господа нашег Васкрслог Исуса Христа. Прве повољне прилике смогли су снаге да из темеља подигну нови храм 1901. Године Господње. Изградња је била равномјерно распоређена према бројности домаћинстава Зубачких племена. Од тада црква Светог Ђорђа или Ђурђева црква на Бравенику служи као саборна за цијелу Зубачку висораван, и народ се сабирао око ње у разним приликама да се одморе и почину, дођу на свету Литурђију, прославе годове вјерских празника, заиграју, запјевају, крштавају се и вјенчавају, договарају се домаћини о просидби, пословима и подизању буна и устанака. Послије другог свјетског рата под репресијама комунистичког режима вјерски живот јењава и црква полако од зуба времена и људског немара почиње да пусти и пропада да би седамдесетих година остала без врата и са нарушеним кровом који прокишњава. По црквеној порти је пасла стока и не ријетко се у цркву затварала. Свјетске промјене и превирања у држави те слабљење владајућег режима охрабрио је вјерни народ Зубаца и они сложно 1989. Године Господње обнављају храм и подижу зид оградивши порту.

## Галерија слика
- Црква Свете Петке, Граб (Зупци) 1
- Црква Свете Петке, Граб (Зупци) 2
- Црква Свете Петке, Граб (Зупци) 3
- Црква Свете Петке, Граб (Зупци) 4
- Црква Свете Петке, Граб (Зупци) 5
- Црква Свете Петке, Граб (Зупци) 6
- Црква Свете Петке, Граб (Зупци) 7
- Црква Свете Петке, Граб (Зупци) 8
- Црква Свете Петке, Граб (Зупци) 9
- Црква Свете Петке, Граб (Зупци) 10
- Црква Свете Петке, Граб (Зупци) 11
- Црква Свете Петке, Граб (Зупци) 12
- Црква Свете Петке, Граб (Зупци) 13